# South Hylton (metropolitana del Tyne and Wear)
La stazione di South Hylton fa parte della metropolitana del Tyne and Wear e serve il quartiere di South Hylton, sulle rive del fiume Wear. La stazione aprì come parte dell'estensione verso Sunderland nel 2002, e rappresenta il capolinea per la linea verde, che proviene da Newcastle Airport passando per South Gosforth, Newcastle Central e Gateshead. L'annuncio dell'estensione della rete Metro fino a South Hylton portò alla sospensione del servizio di Jolly Bus, che operava a South Hylton.
La stazione South Hylton si trova sulla riva orientale dell'Hylton Bank, prima che la linea raggiunga il passaggio a livello. La stazione che esisteva in precedenza, chiamata solamente Hylton, era sul lato sinistro della strada. South Hylton ha la banchina più lunga dell'intera rete metropolitana del Tyne and Wear, pari a 122 metri. Per questo, la banchina viene ufficialmente considerata come se fossero due banchine, e pertanto può permettere la sosta di due treni.
Presso la stazione si trovano parcheggi per le automobili.